# Sematophyllum megasporum
Sematophyllum megasporum là một loài rêu trong họ Sematophyllaceae. Loài này được (Duby) A. Jaeger mô tả khoa học đầu tiên năm 1878.